# Presa del Bosquet
La Presa del Bosquet, també anomenada Bassa del Bosquet, és un embassament que se situa a la Serra Grossa, al terme municipal de Moixent a la comarca de La Costera del País Valencià. Va ser construïda al segle xviii i és fruit de les idees renovadores que van afectar les obres hidràuliques i la racionalització agrícola, pròpies de la política il·lustrada de Carles III.

## Descripció
L'embassament es troba al centre d'una foia tancada, entre les muntanyes del Picaio, serra de la Talaia, Corvatelles i la Balarma.
De reduïdes dimensions, 100 m d'amplada per 200 m de longitud, i 8 m de profunditat actual, amb una capacitat de 160.000 m³, rega una superfície de 4,33 ha.
La primera notícia documental, sobre la qual es basen totes les referències posteriors a la presa del Bosquet, es deu a Antoni Josep Cavanilles i Palop que, en el seu segon viatge a Moixent, ens parla del canvi que observa en la localitat gràcies a la nova política hidràulica i agrària de la Il·lustració.

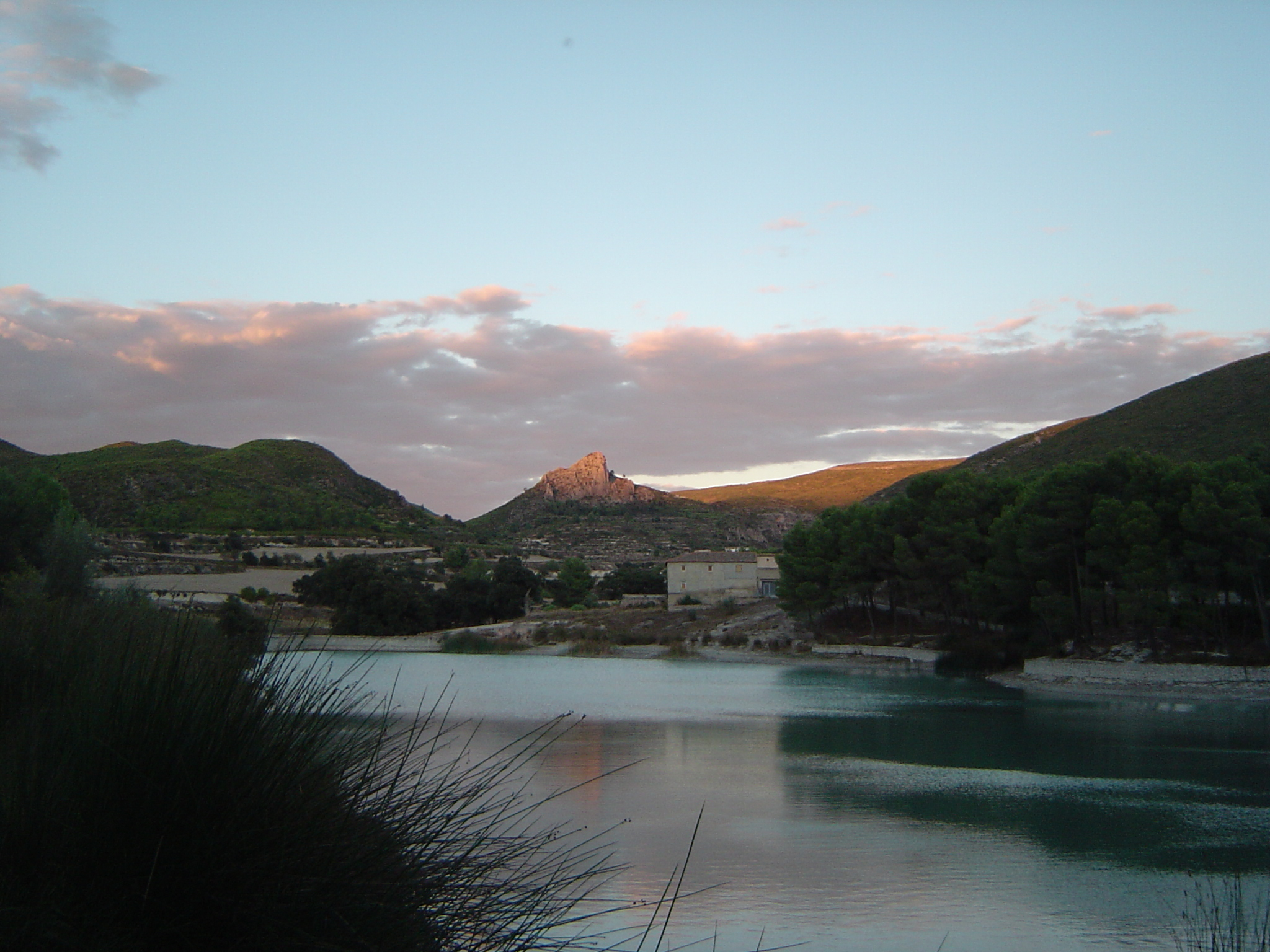
Embassament del bosquet vist des de la cua de l'embassament

La presa, de traça poligonal, és de les denominades de gravetat, en la qual l'empenta de l'aigua és contrarestat en sentit vertical pel pes del mur.
Es poden diferenciar tres sectors per a la seva millor descripció :
- 1. Sector A

Constituït pel vas de l'embassament. Està limitat al nord per una séquia que fa de sobreeixidor, i al sud arriba al camí existent.
- 2. Sector B

Espai comprès entre els dics 1r i 2n, corresponents als paraments aigües amunt i aigües avall. Es tracta d'una zona aterrida entre ambdues estructures, per la qual actualment discorre una via pecuària.
El dic 1r, és de planta rectilínia trencada i està compost per tres murs, de fàbrica de maçoneria, que no obstant això formen un conjunt solidari.
El dic 2n és de planta rectilínia trencada. La seva alçada, per la cara externa, en un suau talús, varia en cada un dels tres trams del seu desenvolupament, la mitjana és de 8 m.
- 3. Sector C

Aigües avall de la presa, i després de salvar el dic 2n, s'instal·la tot el sistema original d'irrigació de la presa del Bosquet, que està fora de servei actualment.
Així mateix trobem també :
- Bassa de reg: de planta poligonal amb murs de maçoneria, les cares internes estan revocades de morter de calç.
- La nevera: Es tracta d'una típica estructura per a conservar neu durant tot l'any.
- La casa de la Bassa: Es tracta d'un immoble situat al sud-est de la presa en una elevació del terreny que domina el paisatge circumdant. Sembla que es va construir simultàniament a aquella per a l'allotjament del personal de manteniment de la Presa.

## Construcció
El seu artífex va ser D. Pascual Car i Fontes, fill del primer Marquès de la Romana, i es considera com a data més probable de finalització de les obres 1775, quan estan documentades vendes d'hortes al Bosquet. El botànic Antoni Josep Cavanilles i Palop ja cita la seva existència en 1791.

## Zona humida
L'Acord del Govern Valencià de 10 de setembre de 2002, d'aprovació del Catàleg de Zones Humides de la Comunitat Valenciana, va incloure com a zona humida a l'Embassament del Bosquet com a zona humida, valorant especialment les seves singularitats paisatgístiques, patrimonials i etnològiques i turístic-recreatives, juntament amb els seus valors biòtics.

## Bé d'Interès Cultural
El Decret 54 /2005, d'11 de març, va declarar Bé d'Interès Cultural, amb la categoria de Monument, la presa del Bosquet de Moixent.